# رامتین (موسیقیدان)
رامتین (نام‌های دیگر: رام، رامی، رامین و رامنین) از موسیقی‌دانان به نام ایران در دوران پادشاهی ساسانیان و هم عصر دیگر موسیقی‌دانانی چون باربد و نکیسا است. او را واضع چنگ و استاد در نواختن این ساز می‌دانند.

## نام
رامتین در خیلی از منابع معتبر نوازنده و سازنده معنی شده است. معنی آرام و آرامش نیز برای این نام قابل تعبیر است. برخی بر این باورند که "رامتین"، خطاشدهٔ (شکل دیگر) "رامنین" است. اسعد گرگانی از "رامنین" یا "رامین" نام برده، و به باور دکتر محمد معین، "رامنین" با افزودن یک نقطه "رامتین" شده‌است. البته رامنین در منابعی چون دهخدا یا عمید نیامده است. ولی باید دانست که در گواه‌های دیگری، واژهٔ "رامتین"، که امروزه معمول‌تر است، دیده می‌شود.
برخی رامتین را همان رامین عاشق ویس (در داستان ویس و رامین) می‌شناسند. دکتر معین در فرهنگ فارسی اعلام خود در معرفی رام (رامتین) معشوق ویس چنین آورده است: "آن را نام شخصی دانسته‌اند که واضع چنگ بوده است". بر این اساس این تعبیر وجود که رامتین همان رامین است پس از نظر معنای اسم معادل معنی نام رامین و به معنای آرامش بخش و آرامش دهنده می‌باشد.
.
از شخصیت های معروف با نام رامتین می توان به رامتین خداپناهی ، رامتین کاکاوندی و رامتین سلیمان‌زاده اشاره کرد.

## شعر
در اشعار فارسی نیز نام رامتین ذکر شده است:
| حاسدم خواهد که شعر او بُوَد تنها و بس |  | بازنشناسد کسی بربط ز چنگ رامتین |

| نشان است او که چنگ با آفرین کرد |  | که او را نام، چنگِ رامتین کرد |

| خوشتر آید روز جنگ آواز کوس او را بگوش |  | زانکه مستانرا سحرگه بانگ چنگ رامتی |